# Штормові сірники
Штормові сірники (мисливські сірники)  - сірники, призначені для використання при несприятливих погодних умовах. Бувши запаленими, вони не гаснуть навіть під шаром води.
Штормові сірники під час свого горіння забезпечують достатньо надійне джерело вогню, в тому числі в погану погоду 
.
Особливо корисні штормові сірники в екстремальних умовах подорожей на природі, риболовлі, мисливства.

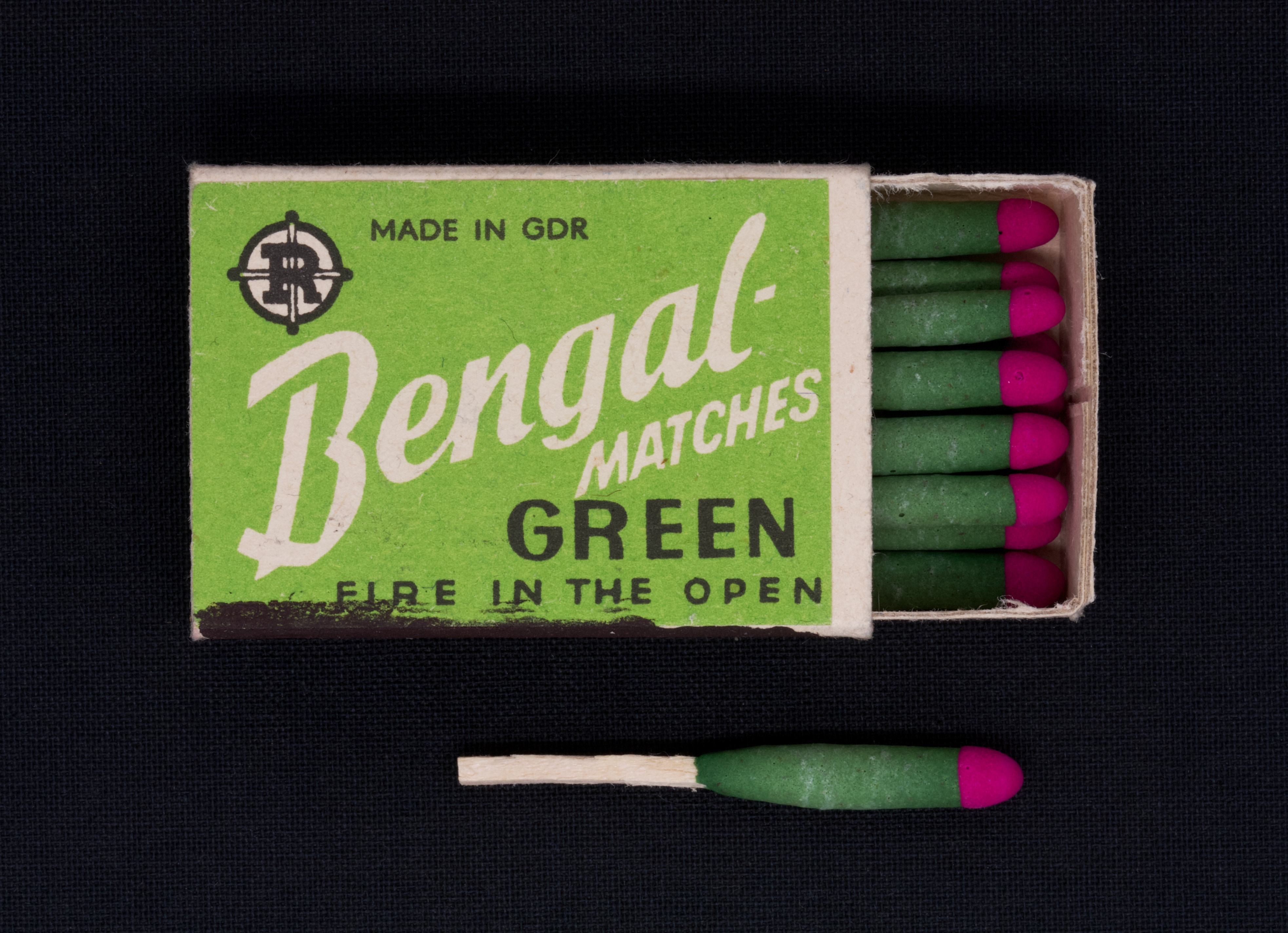
Бенгальські штормові сірники.

Обмазка «стовбура» в штормових сірників значно товстіша, ніж у звичайних побутових сірників
. Запальна маса їх містить досить багато 
бертолетової солі, тому здатність до запалення (чутливість) таких сірників значно вища ніж в звичайних.  Вони горять не менше 10 секунд у будь-яких метеорологічних умовах, навіть у штормову погоду, і під водою. Такі сірники особливо потрібні рибалкам та морякам. Штормові сірники є неодмінними атрибутами рюкзаків та наборів виживання як один із найважливіших та надійних компонентів. 
Додавання в запальну масу деяких солей дає можливість отримати кольоровий вогонь: червоний, синій, зелений, рожевий, фіолетовий.  Також деякі з таких сірників мають обмежений термін придатності, після якого вони втрачають деякі властивості.

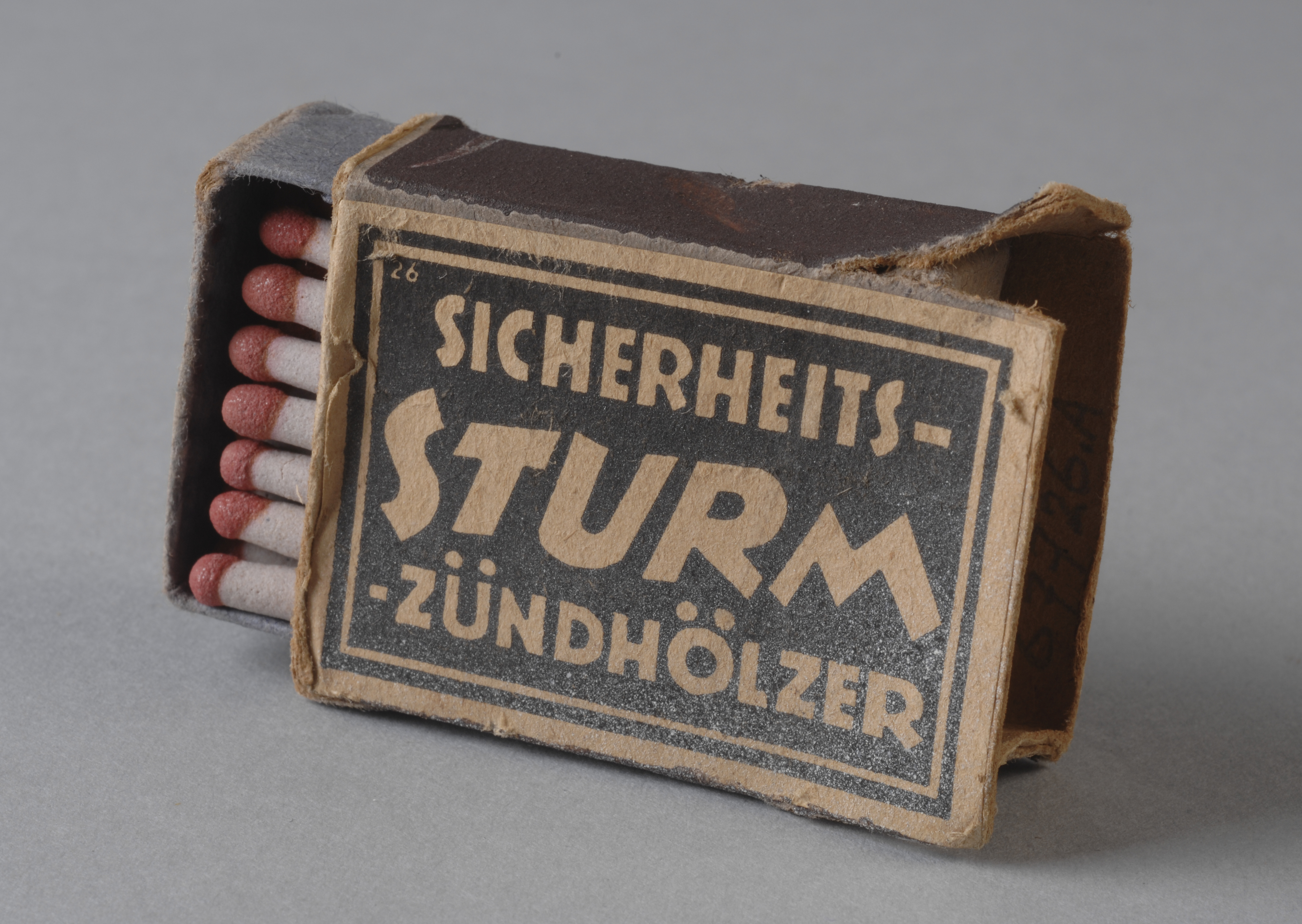
Штормові сірники часів Другої світової війни, з Нідерландів.

Штормові сірники як правило оснащуються додатковим восковим покриттям, це покриття виступає захисним шаром деревини чи твердого паперу від зовнішніх впливів, які заважають звичайним сірникам горіти.  Після запалення штормових сірників дерево в них спалахує, а віск починає танути, забезпечуючи приплив кисню, тобто віск відіграє роль окислювача. 
Штормові сірники настільки добре захищені, що займаються практично за будь-яких умов. 
Але якщо з якоїсь причини відкритий вогонь згасне, дерево під воском все ще продовжуватиме тліти.  І цього тепла замало у тому, щоб розплавити зовнішню оболонку. Якщо умови зміняться, і деревина, що тліє, знову отримає необхідний їй кисень – полум'я знову спалахне.  Виглядає це неймовірно, але це досить прості хімічні реакції.
Тому доки не розтане все воскове покриття, деревина продовжуватиме горіти і спалахувати.  Це гарантує, що користувач буде мати достатньо часу для розведення багаття, незважаючи на складні умови, в які може потрапити. 
Штормові сірники навіть можна кидати в дрібний пісок, бруд, сніг або навіть воду – вони одразу згаснуть, але після вилучення – загоряться знову.  Це особливо корисно в подорожах, коли запас сірників обмежений, а умови непередбачувані і складні.
Сильні пориви вітру зазвичай жорстко гаситимуть будь-яке відкрите полум'я.  Але якщо в них вийде затушити сірник, користувачу потрібно буде тільки змінити диспозицію так, щоб вплив вітру припинився як наслідок він знову загориться. Тому штурмові сірники добре горять у вітряних умовах.
Значна частина традиційних засобів розведення вогню не працюють під час сильного дощу, урагану чи заметілі.  Але для штормових сірників такі умови не є перепоною для горіння.
Проміжний варіант між звичайними сірниками та штормовими часто називаються "мисливськими сірниками".  Такі сірники мають звичайну довжину (близько 45 мм) та подовжену потовщену обмазки, що дозволяє довше підтримувати інтенсивну стадію горіння, це дозволяє легше розпалювати вологе паливо.